# 햄릿 (1996년 영화)
햄릿(Hamlet)은 영국, 미국에서 제작된 케네스 브래너 감독의 1996년 영화이다. 케네스 브래너 등이 주연으로 출연하였고 데이비드 배론 등이 제작에 참여하였다.

## 출연

### 주연
- 케네스 브래너
- 데릭 제이코비
- 줄리 크리스티
- 케이트 윈슬렛
- 리처드 브라이어스
- 니콜라스 파렐

### 조연
- 브라이언 블레시드
- 마이클 말로니
- 찰톤 헤스톤
- 로즈마리 해리스
- 루퍼스 스웰
- 빌리 크리스탈
- 사이몬 러셀 빌
- 티모시 스폴
- 리스 딘즈데일
- 로빈 윌리엄스
- 이안 매켈리니
- 잭 레먼
- 레이 피어론
- 라빌 이시아노브
- 돈 워링튼
- 존 밀스
- 롭 에드워즈
- 찰스 데이시
- 페디타 윅스
- 마이클 브라이언트

## 제작진
- 원작자: 윌리엄 셰익스피어
- 미술: 팀 하비
- 의상: 알렉산드라 바이른